# Хоплити
Хоплити представљају тешко наоружане и опремљене пешаке у Античкој Грчкој.
Такви војници су се први пут појавили вероватно у 5. веку п. н. е. Они су били градска милиција и били су наоружани копљима, тако да их је било лако опремити. Они су углавном представљали средњу класу, која је имала довољно новца за набавку опреме. Скоро сви познати људи античке Грчке су понекад ратовали као хоплити.
Хоплити нису примали плату, служили су за одржање реда, служили би кратко и углавном током лета.
Ишли би право до заданог циља. Браниоци би се обично забарикадирали иза градских зидина, па би се нападачи задовољили дивљањем по околини или да их позову на бој. Опсада је била још слабо развијен метод.
Битке су обично кратко трајале и биле би одлучне. Обе стране би обично успоставиле линијски поредак једна према другој. Најчешће би били у фаланги - формацији дубокој 8 редова. Друге трупе су биле мање важне. Коњица је знала покривати бокове, ако је била у бици.

## Опрема
Хоплити би се обично наоружавали пред битку. Пошто је свако набављао своју тешку опрему, она уопште није била једнолика. Типичан хоплит је имао следеђу заштиту:
- прсни оклоп од бронзе, коже или лана.[2]
- бронзани шлем који је имао више облика. Тзв. коринтски шлем имао је заштитне плоче за лице.[2]
- доколенице од танке, еластичне бронзе.[2]
- дрвени штит овалног облика, звани аспис. Штит је најчешће био велики као човек, а било је и малих округлих или елиптичних.[2]

Главно оружје је била копље дужине 2,7 m. Често би се ломило кад би се заболо. Није било добро за блиску борбу, па су хоплити носили 60 cm дуг мач зван хифос.
Друга пешадија тог доба је носила много лакши оклоп и била је наоружана краћим копљима и стрелама. Штитови су им били мањи.

## Тактика хоплитске борбе
За борбу хоплити су се постројавали у монолитни, збијени линијски распоред од 8-12 врста по дубини, познат као фаланга. Били су наоружани само оружјем за блиску борбу: дугачким копљем и кратким мачем.
Формација хоплитских штитова дала се заједно повезати тако да су се у тој формацији међусобно потпуно штитили. Снага хоплита је била у изненадном удару. Две армије би трчале једна на другу, надајући се да ће снагом своје формације разбити или опколити противничку формацију. Ако то не успију, онда се битка претвара у гурање, па задњи редови гурају предње да надгурају и пробију противничку страну. Битке су ретко трајале дуже од сат времена. Једном кад би пробили противничку линију, противничка страна би остављала оклоп и бежала.
Није било много губитака у поређењу са каснијим биткама. Ретко је било више од 5% губитака на противничкој страни. Али истакнуте појединце или генерале противника би побили. Читав такав рат би одлучивала једна битка.
Приликом победе губитничка страна је морала откупљивати мртве.

## Успон и пад хоплита
Хоплитске борбе и ратови су били повезани са грчким полисима. Грчко-персијски ратови су променили значај хоплита и њихове опреме. Пошто су били присиљени да се боре са Персијским стрелцима и да трче за њима, смањили су оклопе, носили су краће мачеве и прилагодили се да би били покретљивији.
Током Пелопонеског рата њихов значај је битно опао. Повећао се значај морнарице, плаћеника, градских зидова и опсадних машина. Ти каснији ратови постају ратови исцрпљивања и повећавају број жртава.